# Johannes von Müller
Johannes von Müller, född den 3 januari 1752 i Schaffhausen, död den 29 maj 1809 i Kassel, var en schweizisk historieskrivare.
von Müller var son till en protestantisk präst. År 1781 fick han en lärar- och 1782 en underbibliotekariebefattning i Kassel, men tog 1783 avsked. Åren 1786–1792 innehade von Müller diplomatiska och politiska tjänster hos ärkebiskopen av Mainz, kurfurst Friedrich Karl Joseph von Erthal, och blev, sedan Mainz intagits av fransmännen, verkligt hovråd i geheime hov- och statskansliet i Wien, efter att redan 1791 ha adlats av kejsaren. År 1800 förflyttades von Müller till förste kustos vid kejserliga biblioteket, men sökte 1804 sin lycka i preussisk tjänst, där han anställdes som huset Hohenzollerns historiograf och vetenskapsakademiens i Berlin sekreterare. 1804 lärde han i Weimar känna Schiller för vilken hans Geschichten Schweizerischer Eidgenossenschaft blev den viktigaste källan till dennes pjäs Wilhelm Tell. Efter slaget vid Jena (1806) närmade han sig Napoleon samt blev i december 1807 ministerstatssekreterare och några veckor senare generaldirektör för den allmänna undervisningen i det nya kungariket Westfalen. von Müller sökte och vann tidigt berömmelse för historiskt författarskap samt ägde också de rikaste förutsättningar för ett sådant: oerhört minne, hopat studiematerial och egendomlig förmåga att leva sig in i de tidsförhållanden han skildrar. 
Han grundlade sitt rykte som historieskrivare genom Geschichte der Schweizer, fortsatt under titeln Die Geschichte schweizerischer Eidgenossenschaft (4 band och förra delen av ett 5:e, 1780–1808, omfattande tiden till 1499; fortsättningar skrevs av Glutz von Blotzheim, Hottinger, Vulliemin och Monnard). Arbetet är sedan länge föråldrat, men det utmärks av skildringens levande åskådlighet och en glänsande, om än något dunkel och maniererad stil samt karakteriseras av patriotisk lyftning och romantisk beundran för medeltiden. Smärre märkligare arbeten av von Müller är Reisen der Päpste (1782), Darstellung des Fürstenbundes (1787) och Erwartungen Deutschlands vom Fürstenbunde (1788). Som ett klassiskt arbete i sitt slag gäller von Müllers Vierundzwanzig Bücher allgemeiner Geschichte besonders der europäischen Menschheit (3 band, 1810; svensk översättning: "Allmänna historien, i synnerhet öfver europeiska folkslagen", 1818–1819). En bror till von Müller, skolmannen Johann Georg Müller i Schaffhausen, utgav 1810–1819 en upplaga av hans Sämmtliche Werke i 27 band (ny följd i 40 band 1831–1835).